# Megachile pararhodura
Megachile pararhodura är en biart som beskrevs av Cockerell 1910. Megachile pararhodura ingår i släktet tapetserarbin, och familjen buksamlarbin. Inga underarter finns listade i Catalogue of Life.